# Carriage and insurance paid
Las siglas CIP (acrónimo del término en inglés Carriage and Insurance Paid (To), «Transporte y seguro pagados hasta, lugar de destino convenido») se refieren a un incoterm o término de comercio internacional que se utiliza en las operaciones de compraventa internacional. En su formulación contractual, el término CIP es seguido obligatoriamente por el nombre del punto de entrega.

## Descripción del CIP
El vendedor se hace cargo de los costes, incluso el transporte principal y el seguro, hasta que la mercancía llegue al punto de destino. Aunque el seguro lo ha contratado el vendedor, el beneficiario del seguro es el comprador. El vendedor es responsable del despacho aduanero de exportación.
Los riesgos de pérdida o daño de la mercancía los asume el comprador en el país de origen cuando la mercancía ha sido entregada al transitario o transportista en el país de origen. En el momento de la entrega de la mercancía al transportista el riesgo sobre la carga se transmite del vendedor al comprador. El vendedor solo está obligado a contratar un seguro de cobertura mínima; el comprador puede contratar otro seguro complementario si lo estima conveniente debido a la naturaleza de la carga.

## Uso del incoterm CIP
El término CIP se utiliza independientemente del modo de transporte (marítimo, aéreo, por ferrocarril, por carretera, intermodal y multimodal). Como se trata de un incoterm que pertenece al grupo «C» se debe usar cuando un tramo del recorrido se realiza en barco porque los términos en «C» permiten transferir la propiedad de la carga durante la travesía, cuando el contrato de transporte se realiza bajo un conocimiento de embarque.
El incoterm CIP es comparable al término CIF, excepto que éste se debe utilizar exclusivamente para transporte por barco (tanto marítimo como fluvial) y el término CIP es polivalente. Además, se puede utilizar si la carga está contenerizada, en grupaje o en carga completa.